# 周利 (解放军)
周利（1959年9月—），江苏大丰人，中国人民解放军空军中将。
曾任南京军区空军副参谋长。2009年，晋升空军少将。2011年，任济南军区空军参谋长，后任济南军区空军副司令员。2016年1月，任济南军区空军善后办主任。2017年3月，任河南省军区司令员。2017年12月，升任南部战区空军司令员。2019年6月，晋升空军中将。